# Белогрудый баклан
Белогрудый баклан (лат. Phalacrocorax fuscescens) — вид птиц из семейства баклановых.

## Ареал
Белогрудый баклан — эндемик Австралии. Обитает лишь на южном побережье Австралийского континента от Западной Австралии до юга Нового Южного Уэльса и Тасмании. Более 1 % мировой популяции вида обитает на неприступном скалистом островке Хипполит-Рокс.

## Описание вида
Птицы имеют обычную для бакланов внешность. Длина тела — до 60—65 см, размах крыльев — 90—110 см. Оперение сверху и сзади — чёрное, снизу и спереди — белое. Клюв и лапы — тёмно-серые.
Взрослые особи способны нырять на глубину до 10—12 метров. Питание — рыба длиной до 50 см.
Колония может состоять из двух и более тысяч птиц

## Галерея

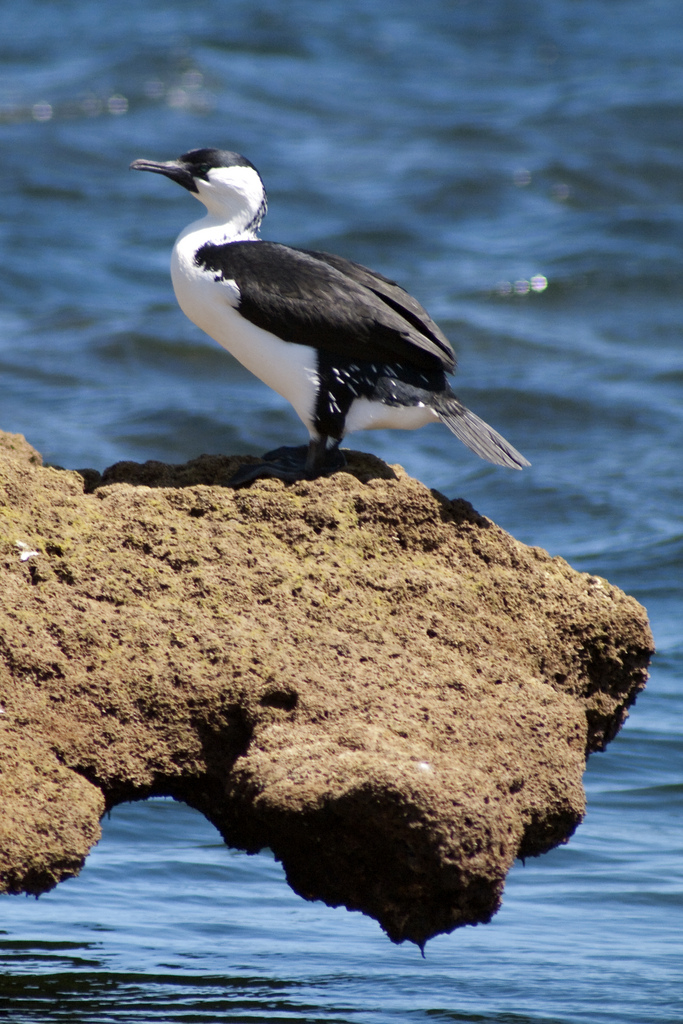
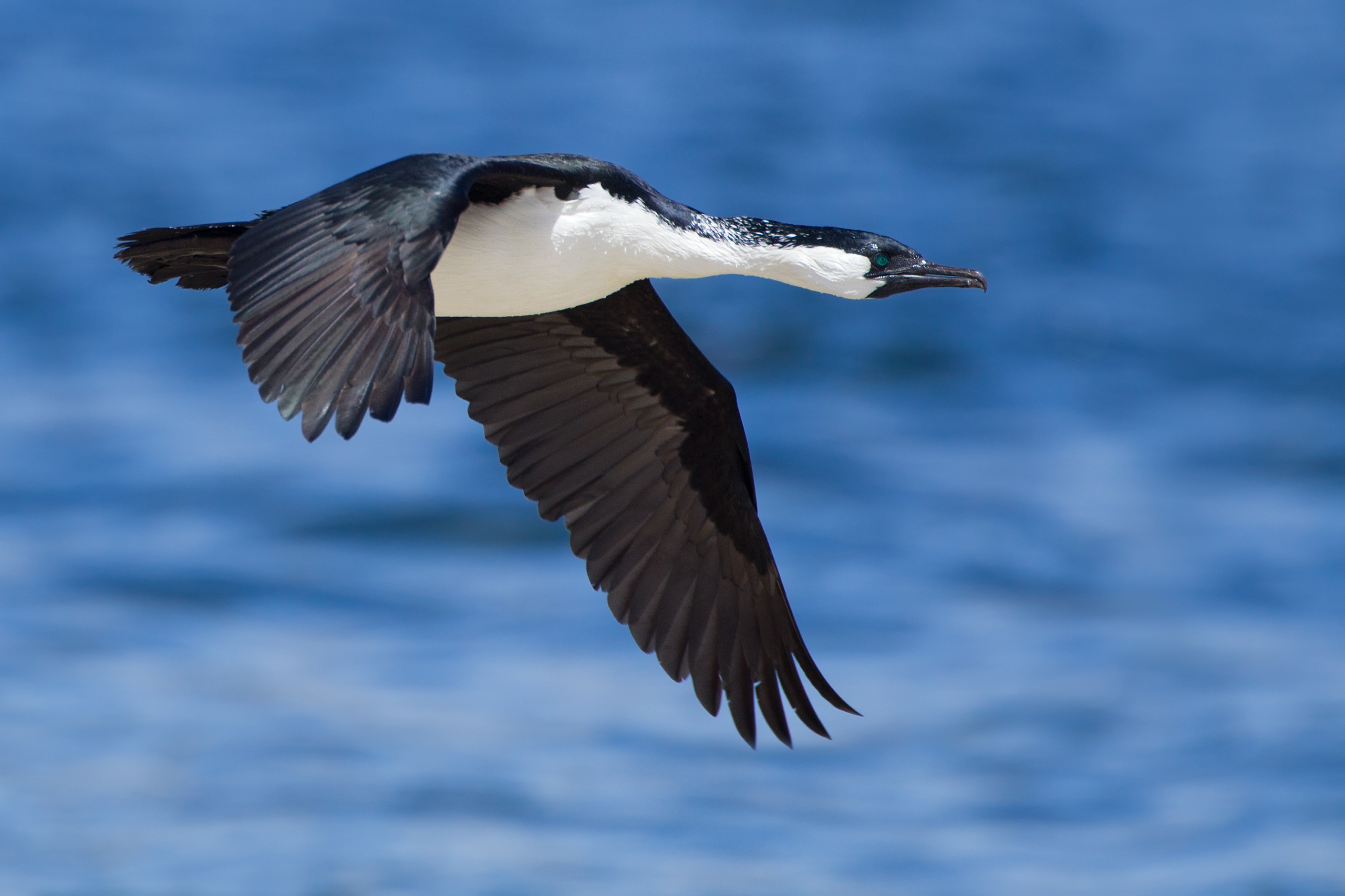
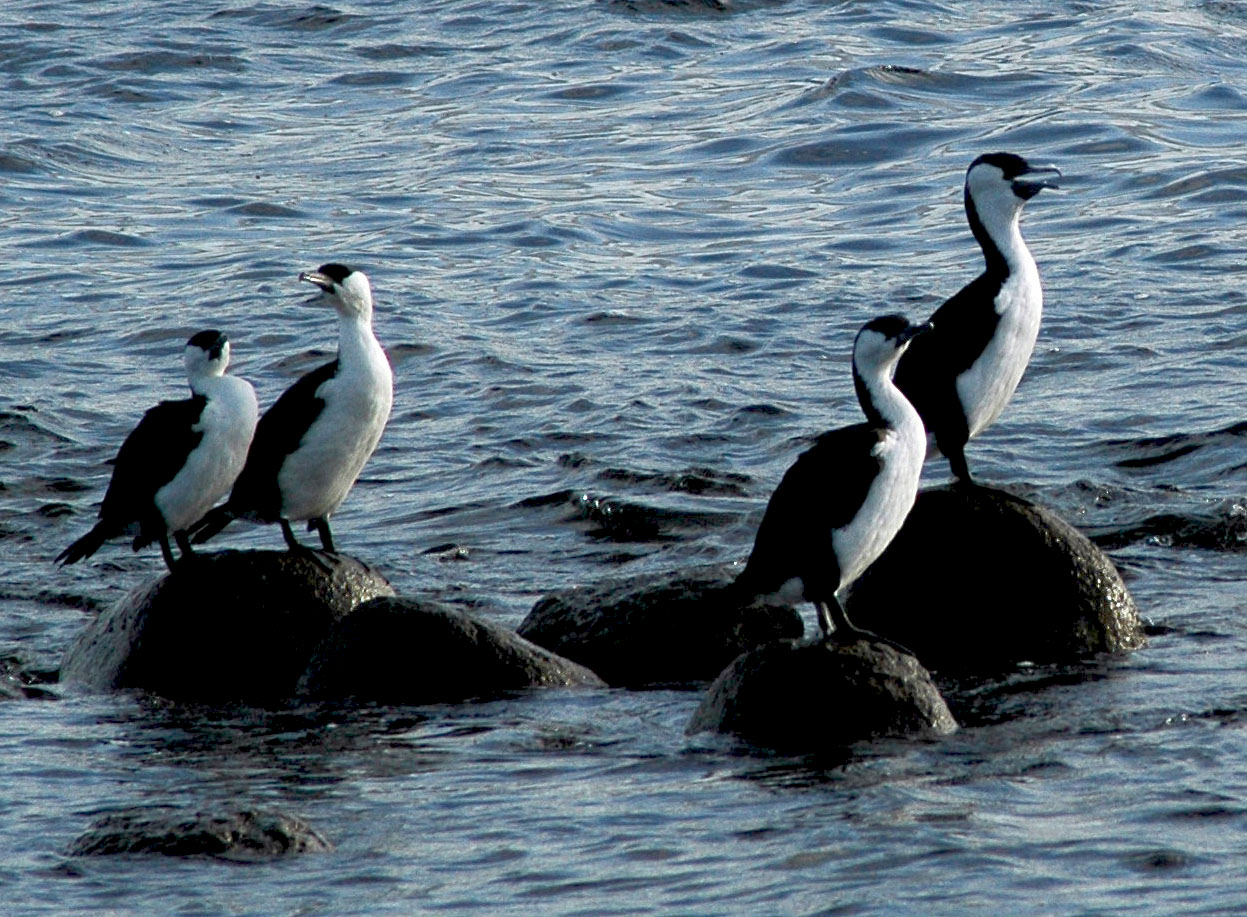